# 2012-es magyar ralibajnokság
A 2012-es magyar ralibajnokság volt a magyar ralibajnokságok történetének 46. idénye. A sorozat hat versenyt ölelt fel. A bajnoki címet a Kazár Miklós – Ferencz Ramón páros szerezte meg, mellyel első sikerüket aratták ebben a felállásban, igaz Kazár 2008-ban Spitzmüller Csaba navigátoraként már volt bajnok.

## Versenynaptár
A versenynaptár eredetileg hét futamot tartalmazott, de a szezonnyitó Eger Rallye-t törölni kellett, miután a korábbi rendező Laroco MSC visszalépett, az új rendező Gáz 2000 Kft. pedig családi okokra hivatkozva szintén visszalépett a szervezésről. A Rallye Bizottság a tájékoztatása szerint kereste a módot a későbbi rendezésre, de az végül nem valósult meg.
| # | Dátum                | Rali neve        | Rali bázis | Felület | Táv (km) | Rendező                        |
| - | -------------------- | ---------------- | ---------- | ------- | -------- | ------------------------------ |
| - | Március 30-Április 1 | Eger Rallye      | Eger       | -       | -        | Gáz 2000 Kft.                  |
| 1 | Május 11-13          | Bükfürdő Rallye  | Bük        | Murva   | 133,35   | Marco Racing Team Kft.         |
| 2 | Június 1-2           | Mecsek Rallye    | Pécs       | Aszfalt | 153,30   | J-Group Fotoprint Hungary Kft. |
| 3 | Július 13-15         | Valvoline Rallye | Veszprém   | Murva   | 134,90   | Laroco MSC                     |
| 4 | Augusztus 17-18      | Arad Rally       | Arad       | Murva   | 125,20   | D-Moto Kft.                    |
| 5 | Szeptember 7-8       | Kassa Rally      | Kassa      | Aszfalt | 164,10   | Auto Klub Košice               |
| 6 | Október 19-20        | Baranya Kupa     | Komló      | Murva   | 139,34   | Marco Racing Team Kft.         |

## Versenyek
| # | Rali                                           | Dobogós helyezettek | Dobogós helyezettek            | Dobogós helyezettek                          | Dobogós helyezettek | Statisztika | Statisztika |
| # | Rali                                           | Helyezés            | Versenyző Navigátor            | Csapat Autó                                  | Idő                 | Szakasz     | Hossz       |
| - | ---------------------------------------------- | ------------------- | ------------------------------ | -------------------------------------------- | ------------------- | ----------- | ----------- |
| 1 | Bükfürdő Rallye (Május 11-13) — Összefoglaló   | 1                   | Kazár Miklós Ferencz Ramón     | Maximmun Racing, Mitsubishi Lancer Evo9      | 1:09:27.5           | 12          | 133,35 km   |
| 1 | Bükfürdő Rallye (Május 11-13) — Összefoglaló   | 2                   | Herczig Norbert Igor Bagical   | Skoda Rallye Team Hungary, Škoda Fabia S2000 | +31.1 mp            | 12          | 133,35 km   |
| 1 | Bükfürdő Rallye (Május 11-13) — Összefoglaló   | 3                   | Botka Dávid Mihalik Péter      | Dunlop Rallye Team, Mitsubishi Lancer Evo9   | +33.2 mp            | 12          | 133,35 km   |
|   |                                                |                     |                                |                                              |                     |             |             |
| 2 | Mecsek Rallye (Június 1-2) — Összefoglaló      | 1                   | Herczig Norbert Igor Bagical   | Skoda Rallye Team Hungary, Škoda Fabia S2000 | 1:17:30.1           | 8           | 153,30 km   |
| 2 | Mecsek Rallye (Június 1-2) — Összefoglaló      | 2                   | Turán Frigyes Zsíros Gábor     | Turán Motorsport, Ford Fiesta S2000          | +21.7 mp            | 8           | 153,30 km   |
| 2 | Mecsek Rallye (Június 1-2) — Összefoglaló      | 3                   | Botka Dávid Mihalik Péter      | Dunlop Motorsport, Mitsubishi Lancer Evo9    | +49.6 mp            | 8           | 153,30 km   |
|   |                                                |                     |                                |                                              |                     |             |             |
| 3 | Valvoline Rallye (Július 13-15) — Összefoglaló | 1                   | Herczig Norbert Igor Bagical   | Skoda Rallye Team Hungary, Škoda Fabia S2000 | 1:15:33.4           | 10          | 134,90 km   |
| 3 | Valvoline Rallye (Július 13-15) — Összefoglaló | 2                   | Botka Dávid Mihalik Péter      | Dunlop Rally Team, Mitsubishi Lancer Evo9    | +39.2 mp            | 10          | 134,90 km   |
| 3 | Valvoline Rallye (Július 13-15) — Összefoglaló | 3                   | Kazár Miklós Ferencz Ramón     | Maximmun Racing, Mitsubishi Lancer Evo9      | +55.4 mp            | 10          | 134,90 km   |
|   |                                                |                     |                                |                                              |                     |             |             |
| 4 | Arad Rally (Augusztus 17-18) — Összefoglaló    | 1                   | Bútor Róbert Tóth Imre         | M3 Autó Kft., Mitsubishi Lancer Evo10        | 1:20:13.4           | 11          | 125,20 km   |
| 4 | Arad Rally (Augusztus 17-18) — Összefoglaló    | 2                   | Balogh János Holczer Dániel    | Holczer Racing, Mitsubishi Lancer Evo9       | +2:31.1 p           | 11          | 125,20 km   |
| 4 | Arad Rally (Augusztus 17-18) — Összefoglaló    | 3                   | Matics Mihály Viczena Gábor    | Fogi Com Kft., Mitsubishi Lancer Evo9        | +3:03.8 p           | 11          | 125,20 km   |
|   |                                                |                     |                                |                                              |                     |             |             |
| 5 | Kassa Rally (Szeptember 7-8) — Összefoglaló    | 1                   | Kazár Miklós Ferencz Ramón     | Maximmun Racing, Mitsubishi Lancer Evo9      | 1:32:15.4           | 13          | 164,10 km   |
| 5 | Kassa Rally (Szeptember 7-8) — Összefoglaló    | 2                   | Hadik András Kertész Krisztián | Hadik Autósport, Subaru Impreza              | 1:32:22.2           | 13          | 164,10 km   |
| 5 | Kassa Rally (Szeptember 7-8) — Összefoglaló    | 3                   | Botka Dávid Mihalik Péter      | Dunlop Rally Team, Mitsubishi Lancer Evo9    | 1:34:04.8           | 13          | 164,10 km   |
|   |                                                |                     |                                |                                              |                     |             |             |
| 6 | Baranya Kupa (Október 19-20) — Összefoglaló    | 1                   | Herczig Norbert Igor Bagical   | Skoda Rallye Team Hungary, Škoda Fabia S2000 | 57:17.4             | 12          | 139,34 km   |
| 6 | Baranya Kupa (Október 19-20) — Összefoglaló    | 2                   | Botka Dávid Mihalik Péter      | Dunlop Rally Team, Mitsubishi Lancer Evo9    | +33.5 mp            | 12          | 139,34 km   |
| 6 | Baranya Kupa (Október 19-20) — Összefoglaló    | 3                   | Kazár Miklós Ferencz Ramón     | Maximmun Racing, Mitsubishi Lancer Evo9      | +38.7 mp            | 12          | 139,34 km   |

## A szezon menete

### Bükfürdő Rallye
| #   | Szakasz                   | Pilóta – Navigátor | Autó                     |
| --- | ------------------------- | ------------------ | ------------------------ |
| 0.  | Bükfürdő SS               | Botka – Mihalik    | Mitsubishi Lancer EVO IX |
| 1.  | Farkaserdő                | Kazár – Ferencz    | Mitsubishi Lancer EVO IX |
| 2.  | Farkaserdő                | Kazár – Ferencz    | Mitsubishi Lancer EVO IX |
| 3.  | Farkaserdő                | Kazár – Ferencz    | Mitsubishi Lancer EVO IX |
| 4.  | Szeleste                  | Kazár – Ferencz    | Mitsubishi Lancer EVO IX |
| 5.  | Csepreg                   | Kazár – Ferencz    | Mitsubishi Lancer EVO IX |
| 6.  | Szombathelyi Rally Katlan | Elek               | Mitsubishi Lancer EVO IX |
| 7.  | Szeleste                  | Botka – Mihalik    | Mitsubishi Lancer EVO IX |
| 8.  | Csepreg                   | Kazár – Ferencz    | Mitsubishi Lancer EVO IX |
| 9.  | Szombathelyi Rally Katlan | Botka – Mihalik    | Mitsubishi Lancer EVO IX |
| 10. | Szombathelyi Rally Katlan | Herczig – Bagical  | Škoda Fabia S2000        |
| 11. | Csepreg                   | Herczig – Bagical  | Škoda Fabia S2000        |
| 12. | Szombathelyi Rally Katlan | Botka – Mihalik    | Mitsubishi Lancer EVO IX |

Az elmaradt Eger Rallye miatti hosszabb téli szünet május második hétvégéjén ért véget. A szombati versenynapon Kazár Miklós új partnerével, a tavaly még Elek István navigátoraként versenyző Ferencz Ramónnal tetemes, 19.7 mp-es előnyt autózott össze a második Herczig–Bagical páros előtt. Kazár nyilatkozata a szombati nap után: „Életem legprecízebb gyorsasági szakasza volt a mai második, minden úgy ment, ahogy mennie kellett”. A nap nagy vesztese az autóját összetörő Bútor Róbert volt, aki egy nyolcvan méteres fékút után szemből talált egy fát új Mitsubishijével.
Másnap aztán folytatódott a küzdelem, mégpedig az utolsó szakaszon is, mivel az új szabálynak köszönhetően nem volt mindegy, hogy valaki tartalékol a szakaszon vagy képességei maximumán autózik. Kazárék itt a másodikak lettek, de futamgyőzelmük nem forgott veszélyben, s így a begyűjthető 25 pontból 24-et szereztek. Második pozícióját a nap folyamán megtartotta a Herczig–Bagical duó, ami azért is nagy teljesítmény, mert Škodájuk 171 km/h-s végsebességre képesek, míg a Mitsubishivel autózó vetélytársaik 210 km/h-ra. Az utolsó szakasz megnyerésével Botka Dávid biztosította harmadik helyét a futamon, de a bajnokságban második, mivel az utolsó szakaszon ő 5, míg Herczig 1 pontot ért el, s így a hétvégén eggyel több pontot szerzett. A korábbi vb-pontszerző Turán Frigyes negyedik lett S2000-es Ford Fiestájával, míg a korábbi gyorsaságimotoros-világbajnok Talmácsi Gábor Patkó Gergellyel párban a Maricsek Racing Team Kft. Mitsubishijével az első nap harmincnegyedik helye után a futamot a huszonegyedik pozícióban zárta.

### Mecsek Rallye
| #  | Szakasz           | Pilóta – Navigátor                | Autó                                       |
| -- | ----------------- | --------------------------------- | ------------------------------------------ |
| 0. | Prológ Pécs Plaza | Botka – Mihalik                   | Mitsubishi Lancer EVO IX                   |
| 1. | Árpádtető         | Turán – Zsíros                    | Ford Fiesta S2000                          |
| 2. | Nyárásvölgy       | Herczig – Bagical                 | Škoda Fabia S2000                          |
| 3. | Hetvehely         | Herczig – Bagical                 | Škoda Fabia S2000                          |
| 4. | Orfű              | Herczig – Bagical                 | Škoda Fabia S2000                          |
| 5. | Alsómocsolád      | Herczig – Bagical                 | Škoda Fabia S2000                          |
| 6. | Hetvehely         | Herczig – Bagical                 | Škoda Fabia S2000                          |
| 7. | Orfű              | Herczig – Bagical                 | Škoda Fabia S2000                          |
| 8. | Alsómocsolád      | Herczig – Bagical Botka – Mihalik | Škoda Fabia S2000 Mitsubishi Lancer EVO IX |

A Pécs környékén megrendezett viadal a szezon második futama volt és részét képezte a Historic Európa-bajnokságnak is. A magyar bajnoki értékelésben 57, az európai versenyszéria pontversenyébe 44 pilóta kapcsolódott be. A Historic Eb-futamon egy Lancia 037 is indult, amelyet a norvég Walter Jensen vezetett. Az autó 1983-ban márka-világbajnokságot nyert. A szervezők tájékoztatása szerint a futam az utolsó pillanatokban állt össze anyagi nehézségek miatt. A versenyzők már péntek este két, lámpafényes etapot teljesítettek az aznapi Széchenyi téri megnyitó után. Gázi Kászim pasa dzsámija előtt egy váratlan és abszurd baleset borzolta a kedélyeket. Az Ollé – Budai páros Suzuki Swiftje a lépcsősor szélén parkolt, amikor a behúzott kézifék ellenére a versenyautó elindult és átgurult két kislány lábán, akik közül az egyik horzsolásos, a másik zúzódásos sérülést szenvedett.
Az 1,2 km hosszúságú prológot száraz körülmények között a Botka – Mihalik páros nyerte Turánék Ford Fiestája és a Hadik – Kertész duó Subaru Imprezája előtt 3,2 és 5,8 mp előnnyel.
A prológ után azonban a szervizparkban másfél órán keresztül esett az eső, amely a csapatok stratégiáját felborította és mindenki a megfelelő abroncsok használatán gondolkodott. Az első etapot megnyerő, míg a másodikon előnyéből 2,5 mp-et megtartó Turán – Zsíros páros a többiektől eltérően intermédia gumikat választott, s ez kifizetődött. Turán szerint "az első szakaszra tökéletes volt a gumiválasztásunk, ami egyébként biztonsági megoldás volt, de szerencsére bejött...". Herczig a szombatot a második helyről várta, s elmondása alapján „az első gyorsaságin kissé darabos voltam, mert csúszkáltunk a vágott slicken, el is vettem néhányszor a gázt ott, ahol nem kellett volna, a második szakasz viszont már nagyon jól sikerült, tetszett. Nagyon sok néző volt a pályák szélén, ez már tényleg a régi ralis hangulatot idézte". A nyitónapon ismét kiesett Bútor Róbert és társa, akiknek Mitsubishije a második szakaszon hengerfejes lett. Kazárék egy, az első szakaszon elszenvedett defekt miatt tetemes időt vesztettek, s a hatodik helyről várták a folytatást annak ellenére, hogy a gyorsaságin nem cserélték ki a sérült kereket.
Szombaton aztán átalakult a sorrend. Turán fokozatosan elvesztette előnyét: először 0,1, majd 1,1 és ismét 1,1 mp-et faragott le Herczig, így a futam utolsó körére a különbség 0,2 mp maradt. A küzdelmet végül ismét a gumik döntötték el: míg pénteken a Forddal versenyző páros jól választott, addig szombaton nem, így Herczig 12 mp-et adott Turánnak, s megszerezte a győzelmet. A skodás először aratott győzelmet Pécsett. Elmondása szerint:"végig a saját tempónkat autóztuk, nyomás alatt sem zökkentünk ki." A második helyezett kissé elkeseredett volt, "de az vigasztal, hogy mi nem hibáztunk és az autó is jól működött". A dobogó legalsó fokáért Botka Dávid és Hadik András küzdött, s végül az előbbi páros állhatott fel a pódiumra. Érdekes, hogy az utolsó szakaszon Botka és Herczig ugyanolyan időt autózott, amire a szabályok sem voltak felkészülve, végül a pontok tekintetében mindketten 5-5 egységgel gazdagodtak. A bükfürdői megmérettetést megnyerő Kazár – Ferencz páros az előző napi baleset után végül csak az ötödik lett. A pénteken bizarr balesetet okozó Suzukit terelgető Ollé – Budai páros az 5. géposztályban átvette a Citröen C2 S1600-at vezető Németh Pétertől az első helyet annak ellenére, hogy az utolsó előtti szakaszon (melyet kivettek a versenyből, mert egy orvosi autónak át kellett haladnia a pályán, mivel beteghez hívták) a fordulatszám-jeladójuk tönkrement és emiatt szenvedtek az utolsó etapon, de félperces előnnyel nyertek.

### Valvoline Rallye
| #   | Szakasz                | Pilóta – Navigátor | Autó                     |
| --- | ---------------------- | ------------------ | ------------------------ |
| 1.  | Sólyi erdő – Gyártelep | Kazár – Ferencz    | Mitsubishi Lancer EVO IX |
| 2.  | Sólyi erdő – Gyártelep | Botka – Mihalik    | Mitsubishi Lancer EVO IX |
| 3.  | Kislőd                 | Herczig – Bagical  | Škoda Fabia S2000        |
| 4.  | Szőc                   | Herczig – Bagical  | Škoda Fabia S2000        |
| 5.  | Vigántpetend           | Kazár – Ferencz    | Mitsubishi Lancer EVO IX |
| 6.  | Kislőd                 | Herczig – Bagical  | Škoda Fabia S2000        |
| 7.  | Szőc                   | Herczig – Bagical  | Škoda Fabia S2000        |
| 8.  | Vigántpetend           | Kazár – Ferencz    | Mitsubishi Lancer EVO IX |
| 9.  | Kislőd                 | Kazár – Ferencz    | Mitsubishi Lancer EVO IX |
| 10. | Szőc                   | Herczig – Bagical  | Škoda Fabia S2000        |

A Veszprém környékén megrendezett verseny egyik nagy híre volt, hogy Talmácsi Gábor két ob-futamot követően visszatért a motorosok világába, s a Supersport-világbajnokság PRORACE istállójánál kapott szerződést, ahol a sérült cseh Lukáš Pešeket helyettesítette. A viadalra 37 páros nevezett, de a rajtra már csak 32 autó állt ki. Az első etap egy néző miatt csúszott, bár kevés szurkoló volt jelen, annak ellenére, hogy Lakatos Róbert főszervező elmondása szerint a belépés ingyenes volt, és elmaradt a kánikula is, amely vegyes érzelmeket váltott ki a pilóták között. Herczig remélte, "hogy valamivel kedvezőbb lesz az időjárás, mint a hét elején, ugyanis egy-egy szakasz közben az autóban is legalább hatvan fok van, így igazán nem hiányzik senkinek a kánikula". Ezzel ellentétben Turán azt nyilatkozta, hogy "Gabival együtt jól bírjuk a meleget, így az esetleges kánikula talán minket segít majd". Az előző két viadalt feladni kényszerülő Bútor Róbert bizakodó volt a futam előtt: "Most nagyon felkészülten várjuk a versenyt, minden apró csavart is átnéztünk a Mitsubishin, és bízom abban, hogy nemcsak célba érünk már végre, hanem az első öt hely valamelyikét meg tudjuk csípni". Ráadásul további szervezési nehézséget jelentett az, hogy Veszprém környékén környezetvédelmi területek lettek kijelölve, s az eddigi pályák is szigorított feltételekkel lettek rendelkezésre bocsátva.
Az első napon megrendezett két gyorsaságit követően két Mitsubishi állt az élen, mégpedig Kazár és Botka jóvoltából, a köztük lévő különbség pedig 2 mp volt. A harmadik pozíciót Turánék foglalták el a Forddal 0,8 mp-cel lemaradva Botka mögött. Jelentősebb lemaradást kellett abszolválnia a negyedik Herczig – Bagical duónak, hiszen negyedikek voltak, de 11,5 mp hátrányt szedtek össze. Bútor Róbert autóját ezúttal sem kerülték el a technikai problémák, de még így is az ötödik helyről várta a folytatást. Összesen 27 autó várta a másnapi rajtot, s hozzájuk csatlakoztak az amatőrök.
Másnap hatalmas verseny adódott az első négy helyezett pilóta között: két szakasszal a viadal vége előtt az első négy páros fél percen belül volt: Herczigék vezettek Kazárék, Turánék és Botkáék előtt. Az utolsó előtti etap során 1,6 mp-re olvadt a vezető páros előnye, de a futam végeredményébe mégsem volt esélye beleszólni a második helyet sokáig tartó Kazár – Ferencz duónak, mivel az utolsó gyorsaságin defektet kaptak, így a dobogó második fokáról a harmadik helyig estek vissza. A mitsubishis páros így egymást követő második versenyen szenvedett defektet. A defekt miatt Kazárék a szakaszt a tizenegyedik helyen zárták a szakaszgyőztes duótól 57 mp-es lemaradásban. A helyüket a kiegyensúlyozott futamot teljesítő Botka – Mihalik páros örökölte meg.

### Arad Rally
| #   | Szakasz       | Pilóta – Navigátor | Autó                     |
| --- | ------------- | ------------------ | ------------------------ |
| 1.  | Szuperspeciál | Herczig – Bagical  | Škoda Fabia S2000        |
| 2.  | Șiștarovăț    | Kazár – Ferencz    | Mitsubishi Lancer EVO IX |
| 3.  | Zăbalț        | Elek – Földi       | Mitsubishi Lancer EVO IX |
| 4.  | Lalașinț      | Botka – Mihalik    | Mitsubishi Lancer EVO IX |
| 5.  | Conop         | Herczig – Bagical1 | Škoda Fabia S2000        |
| 6.  | Nadăș         | Kazár – Ferencz2   | Mitsubishi Lancer EVO IX |
| 7.  | Șiștarovăț    | Kazár – Ferencz3   | Mitsubishi Lancer EVO IX |
| 8.  | Zăbalț        | Bútor – Tóth4      | Mitsubishi Lancer EVO X  |
| 9.  | Lalașinț      | Kazár – Ferencz5   | Mitsubishi Lancer EVO IX |
| 10. | Conop         | Kazár – Ferencz6   | Mitsubishi Lancer EVO IX |
| 11. | Nadăș         | Kazár – Ferencz7   | Mitsubishi Lancer EVO IX |

2011-et követően ismét közös román-magyar futamként került megrendezésre az Arad Rally, melyre 64 páros adta be a nevezését. Ezúttal részt vett a Turán – Zsíros duó is, akik nem a jól megszokott Ford Fiestájukkal, hanem egy Subaru Imprezával álltak rajthoz, mivel zajlottak még a tárgyalások Markko Märtin csapatával. Bár a magyar értékelésbe nem számított bele az eredményük, de a román bajnokság tagjaként versenyzett például a korábbi magyar bajnok Spitzmüller Csaba egy Mitsubishivel és a francia François Delecour egy Peugeot 207 S2000-sel. Előbbi pilóta a szerdai pályabejárás során rosszul lett és kórházba kellett szállítani.
A viadal péntek délután 17 órakor, az aradi Városháza előtt kezdődött, s ezt egy szuperspeciál szakasz követte. Ezen az egyetlen pénteki szakaszon teljes tarolást hajtottak végre az ORB pilótái: a teljes mezőnyt tekintve is a Herczig – Bagical páros nyert 1,4 mp-cel Turánék előtt. A harmadik helyre legjobb Mitsubishi versenyzőként Botka Dávid futott be egytizeddel lemaradva a subarus páros mögött. A rali-vb-n is induló Delecour a skodás Szabó Gergellyel tizedre azonos időtért el. Kazárék a hetedikek lettek, de Kazár azt mondta, hogy "egyáltalán nem számított ez a szűk három kilométer".
Szombaton azonban teljesen átalakult a mezőny. A hetedik gyorsasági szakaszt követően nem volt már versenyben Botka, Turán, Elek, Hadik és a pénteki éllovas Herczig sem. Utóbbi kiesését elmondása szerint kiesésüket az okozta, hogy "egy hídról leérkezve túl gyors volt a tempónk, így nem a megfelelő irányba értünk földet, az autónk jobb irányba sodródott, és a jobb hátsó kerekünket megütöttük egy út szélén álló farönkben". De a neheze még ezt követte, hiszen "a kiállásunkat követően 8 órát voltunk kénytelenek az kiesésünk helyén eltölteni mindenféle emberi kapcsolat nélkül". A verseny azonban a leintés pillanatában nem ért véget! Eredetileg is a francia Delecour nyert, megelőzve Kazárékat és a román bajnokságban érdekelt Szabó Gergelyt. A magyar értékelésben Kazár és Ferencz Ramón lett az első az éllovasok kiesése után kissé visszafogottabb vezetéssel. Ám ezzel is megelőzte a Bútor – Tóth és a Balogh – Holczer duót. A versenybizottság már a viadal alatt kizárta néhány percre a magyar értékelés első helyezettjét, majd visszavonta a döntést, de későbbre ígértek véleményezést. Aztán a későbbiek ismét kizárták őket, mivel akadályozták a verseny lebonyolítását. A vétkesnek kikiáltott versenyző álláspontja más volt:„A hatodik gyorsaságin Botka Dávid navigátora ott állt a pálya szélén, és integetett, álljunk meg, mert keresztben áll az autójuk az úton. Megálltunk, majd megállítottuk a mögöttünk érkezőket. Delecour viszont állította, Botka nem is volt útban, mi előnyt akartunk kovácsolni, ami nem igaz. Ha nem állítjuk meg, egy kanyarral később totálkárt csinált volna". Érdekesség, hogy az ominózus esetig ők vezették az abszolút értékelést, s ezt követően estek vissza a francia duó mögé. Néhány nap múlva Kazárék fellebbeztek, és szeptember közepén megszületett a végső döntés, mely értelmében öt perces büntetést kaptak, így a hatodik helyre estek vissza.
Megjegyzések:
- Az abszolútban a francia Delecour – Savignoni páros nyert egy Peugeot 207 S2000-sal.
- Az abszolútban a román Girtofan – Berghea páros nyert egy Skoda Fabia S2000-sel.
- Az abszolútban a román Porcisteanu – Dobre páros nyert egy Mitsubishi Lancer EVO X-szel.

### Kassa Rally
| #   | Szakasz | Pilóta – Navigátor                | Autó                     |
| --- | ------- | --------------------------------- | ------------------------ |
| 1.  | Izra    | Botka – Mihalik Kazár – Ferencz 1 | Mitsubishi Lancer EVO IX |
| 2.  | Regeta  | Kazár – Ferencz2                  | Mitsubishi Lancer EVO IX |
| 3.  | Borda   | Hadik – Kertész                   | Subaru Impreza           |
| 4.  | Izra    | Hadik – Kertész3                  | Subaru Impreza           |
| 5.  | Regeta  | Hadik – Kertész4                  | Subaru Impreza           |
| 6.  | Borda   | Kazár – Ferencz5                  | Mitsubishi Lancer EVO IX |
| 7.  | Izra    | Hadik – Kertész6                  | Subaru Impreza           |
| 8.  | Bankov  | Kazár – Ferencz7                  | Mitsubishi Lancer EVO IX |
| 9.  | Dubník  | Hadik – Kertész8                  | Subaru Impreza           |
| 10. | Gejzír  | Kazár – Ferencz9                  | Mitsubishi Lancer EVO IX |
| 11. | Bankov  | Hadik – Kertész                   | Subaru Impreza           |
| 12. | Dubník  | Kazár – Ferencz10                 | Mitsubishi Lancer EVO IX |
| 13. | Gejzír  | Kazár – Ferencz11                 | Mitsubishi Lancer EVO IX |

Néhány év kihagyást követően az ORB mezőnye visszatért a szlovákiai versenypályákra, a pályák a magyar mezőny egy részének ismeretlenek voltak. A magyar bajnokság mellett a szlovák és a lengyel bajnokság is ezen a hétvégén rendezte meg a futamát, ráadásul a közép-európai FIA CEZ Trophy is emelte a rendezvény rangját. Pályabejárásra szerdán és csütörtökön volt lehetőség, míg a verseny pénteken és szombaton zajlott. A verseny színvonalát bizonyítja, hogy részt vett rajta a szlovák bajnok ifj. Béres József, illetve a lengyel Kajetan Kajetanowicz, akinek a Subaru Imprezáját a finn Tommi Mäkinen csapata készítette fel, a magyar Kakuszi Zsolt, aki a Bükfürdő Rally óta nem állt rajthoz bár benevezett, de végül nem jelent meg a szlovákiai viadalon. Összesen 116 páros nevezett, ezek közül 9 páros S2000-es, míg 2 duó WRC autóval. A magyar értékelésbe 26 páros eredménye számított bele.
Az első napon már egy hatalmas baleset borzolta a kedélyeket. A magyar bajnoki címért küzdő Herczig – Bagical páros rögtön az első etapon bukott, s annyira összetörte a Škoda Fabia S2000-t, hogy a viadalt fel kellett adniuk, mivel egy betontuskónak ütközek, ráadásul a mezőnyből körülbelül 10 páros tudott versenykörülmények között időt futni, a többiek átlagolt időt kaptak. Abszolút értékelésben Kajetanowicz vezetett honfitársa, Grzegorz Grzyb előtt fél perccel. A magyar értékelésben Hadik András állt az élen az első nap után 5,3 mp-cel Kazár Miklós előtt. A harmadik helyen Botka Dávid futott be. A Turán – Zsíros duó is balesetezett, de másnap folytatták a szuperrali szabálynak köszönhetően a megszerezhető pontok feléért. A pilóta így nyilatkozott:„Nem tudom, talán a rajtnál történt valami, mert Herczig Norbi balesete miatt álltunk huszonöt percet, utána pedig természetesen nem tudtuk megmelegíteni a kocsit. Elrajtoltunk, s akadt egy elég meleg helyzet, amikor drasztikusabban kellett visszaváltani, hogy ne csússzunk le az útról, talán akkor történt a baj. A reccsenés után visszavettünk a tempóból, de tetézte a bajt, hogy egy kő valószínűleg megütötte a jobb hátsó féknyerget, elfolyt a fékolaj és attól kezdve már fékezni sem tudtunk”.

Szombaton megismételte magát a történelem: a második etapon a 26-os rajtszámú Mitsubishi Lancer Evo-t terelő szlovák Tomáš Ondrej – Ádám Gömöri törte úgy össze a versenygépét, hogy az őket követő párosok átlagolt idő kapjanak. Búcsúzott Béres is, akinek Skoda Fábiája adta meg magát a tizenegyedik gyorsasági szakasz előtt. Az ORB mezőnye hatalmas csatát vívott, melyből a Kazár – Ferencz került ki győztesen, megelőzve Hadikékat és Botkáékat. A második helyezett subarus páros teljesítménye nem meglepő, hiszen a szlovák bajnokság résztvevője volt, és a bajnokság hatodik helyén zárt Kertész Krisztiánnal. A minden futamon pontot szerző Pethő István – Rubóczky Attila páros a szlovák abszolút értékelés ötödik helyezettje lett. Az abszolút értékelésben a futamot a lengyel Kajetanowicz nyerte Gryzb és Kazár előtt.
Megjegyzések:
- Az abszolútban a lengyel Kajetanowicz – Baran páros nyert egy Subaru Impreza RT R4-gyel.
- Az abszolútban a lengyel Kajetanowicz – Baran páros nyert a magyar Kazár – Ferencz duóval holtversenyben.
- Az abszolútban a lengyel Bębenek – Bębenek páros nyert egy Peugeot 207 S2000-sel.

### Baranya Kupa
| #   | Szakasz                 | Pilóta – Navigátor    | Autó                     |
| --- | ----------------------- | --------------------- | ------------------------ |
| 0.  | Prológ                  | Király – Molnár       | Lada VFTS                |
| 1.  | Camping – Árpádtető     | Herczig – Bagical     | Škoda Fabia S2000        |
| 2.  | Camping – Árpádtető     | Kazár – Ferencz       | Mitsubishi Lancer EVO IX |
| 3.  | Árpádtető – Abaliget    | Herczig – Bagical     | Škoda Fabia S2000        |
| 4.  | Nyárásvölgy – Hetvehely | Baleset miatt törölve | Baleset miatt törölve    |
| 5.  | Vasas – Zobákpuszta     | Kazár – Ferencz       | Mitsubishi Lancer EVO IX |
| 6.  | Árpádtető – Abaliget    | Herczig – Bagical     | Škoda Fabia S2000        |
| 7.  | Nyárásvölgy – Hetvehely | Herczig – Bagical     | Škoda Fabia S2000        |
| 8.  | Vasas – Zobákpuszta     | Kazár – Ferencz       | Mitsubishi Lancer EVO IX |
| 9.  | Árpádtető – Abaliget    | Herczig – Bagical     | Škoda Fabia S2000        |
| 10. | Nyárásvölgy – Hetvehely | Herczig – Bagical     | Škoda Fabia S2000        |
| 11. | Vasas – Zobákpuszta     | Kazár – Ferencz       | Mitsubishi Lancer EVO IX |

Az év utolsó versenyhétvégéjére Komlón és környékén került sor. Bár a viadal idejére nem ígértek csapadékot, de így is számolniuk kellett a versenyzőknek a párával, a páralecsapódással és nedvességgel ráadásul nincs légmozgás. Az utakon sok a felhordásos rész és a megmaradó nedvesség miatt csúszik a pálya. A bajnoki cím kérdése Kazárék nagyobb előnye ellenére sem volt még eldöntött tény, minimum a negyedik helyen kellett zárniuk a versenyt. A prológon kisebb meglepetésre a Király Gábor – Molnár Alexandra páros nyert, méghozzá meggyőző 15,3 mp-es előnnyel Kazárék előtt. Ők később a hatodik gyorsaságin estek ki, s ennek körülményeit Király fogalmazta meg: "a hírhedt Kőbányás kanyarhoz érkeztünk, második fokozatban teli gázzal kezdtük meg a fordulót, és az autónk felállt két kerékre, majd amikor visszaérkeztek a balos kerekek a meleg gumival az aszfaltra, hirtelen megtapadt, és eltörött a féltengelyünk". A futam végeredményébe így sem lett volna beleszólásuk, mivel az elmúlt két futamon kieső Herczig – Bagical duó elképesztő tempót diktált a sötétben megrendezett szakaszokon, s két gyorsaságit követően vezettek is a Kakuszi Zsolt és Kakuszi Csaba által hajtott Ford Fiesta S2000-es és a Botka – Mihalik páros előtt. A második Kakuzsi Zsolt így értékelt. „Legutóbb kétezer-ötben mentünk jól éjszaka, úgyhogy ez most egy kicsit meglepett. Talán annak köszönhető, hogy kicseréltük az izzókat, és végre jól láttam.” A kétkerékhajtásúak között Ollé Sándor és Matók Ádám küzdött a bajnoki címért, de előbbi még az első gyorsasági előtt kiesett egy technikai hiba miatt és a szuperrali keretében sem tudták folytatni a versenyt. Kazár az első szakaszon annyira óvatosan ment, hogy a biztonsági vezetés következtében rögtön egy 7,2 mp-es hátrányt szedett össze Herczigtől. Ezt követően megnyerte a második etapot, s a biztonsági autózást nagyobb tempó mellett tette meg. Ám ekkor is akadtak kellemetlen pillanatok. „Ahol vizes volt, vagy veszélyes, inkább tíz kilométer per órával lassabban mentünk, mint eggyel gyorsabban, mert nem akartam eldobni az autót. Igaz, még így is megcsúsztunk egyszer, pont azon a szakaszon, amelyet nem is versenytempóban teljesítettünk, hanem etapként, egy baleset miatt. Na, gondoltam magamban, ha itt leestünk volna, még húsz év múlva is mindenki azt emlegetné, mekkora hülyék voltunk." Ráadásul az utolsó szakasz megnyerésével még az ezért járó öt pontot is bekasszírozta. A futamot megnyerő, de a bajnokságban második helyen végző Herczig ekképpen vélekedett: „Valahol legbelül én már elrendeztem magamban a bajnoki címmel kapcsolatos dolgokat. Ezt én már sokkal korábban elvesztettem, ezen a hétvégén csak nagy szerencsével lehetett volna az enyém, úgyhogy csak magamra vethetek. Persze, fáj, annak viszont nagyon örülök, hogy a hatalmas kassai perecelés után kilométerről kilométerre egyre jobban éreztem magam az autóban és végül megnyertük a versenyt." A bajnoki értékelés harmadik helye Botka Dávidnak és navigátorának, Mihalik Péternek jutott. A futamon ezüstéremig jutó páros pilótája szerint nekik még van idejük, hiszen a mezőnytől átlagban tíz évvel fiatalabbak. A kétkerekűek bajnokságát végül Ollé és Budai Annamária nyerte, mert kiesésük után a Matók – Szabó nem tudta első helyen befejezni a Baranya Kupát.

## A bajnokság végeredménye

### Pontozás
| Helyezés | 1. | 2. | 3. | 4. | 5. | 6. | 7. | 8. | 9. | 10. |
| Pontok   | 20 | 15 | 12 | 10 | 8  | 6  | 4  | 3  | 2  | 1   |

Az ebben az évben bevezetett új szabályok szerint az utolsó gyorsasági szakaszon az első öt helyezett pontokat kap 5-4-3-2-1 megoszlásban. A táblázatban a felső index az utolsó szakasz helyezését tünteti fel.

### Versenyzők

#### Abszolút sorrend
| Poz | Versenyző         | BÜKFÜRDŐ | PÉCS | VESZPRÉM | ARAD | KASSA | KOMLÓ | Pontok |
| --- | ----------------- | -------- | ---- | -------- | ---- | ----- | ----- | ------ |
| 1   | Kazár Miklós      | 1 2      | 5 4  | 3        | 6 1  | 1 1   | 3 1   | 99     |
| 2   | Herczig Norbert   | 2 5      | 1 1  | 1 1      | Ki   | Ki    | 1 2   | 90     |
| 3   | Botka Dávid       | 3 1      | 3 1  | 2 2      | Ki   | 3 3   | 2 4   | 85     |
| 4   | Bútor Róbert      | Ki       | Ki   | 6        | 1 2  | 5     | 5     | 50     |
| 5   | Matics Mihály     | 6        | 6    | 5 4      | 3 5  | 8     | 9     | 40     |
| 6   | Osváth Péter      | 8        | 8    | 7 5      | 4 3  | 6     | 7 5   | 35     |
| 7   | Balogh János      | 12       | Ki   | 10       | 2    | 4 5   | 6     | 33     |
| 8   | Hadik András      | Ki       | 4 3  | Ki       | Ki   | 2 2   | Ki    | 32     |
| 9   | Pethő István      | 9        | 7    | 6 3      | 5 4  | 7     | 8     | 32     |
| 10  | Turán Frigyes     | 4 4      | 2 5  | Ki       | Ki   | 16 5  |       | 29     |
| 11  | Kakuszi Zsolt     | Ki       |      |          |      | Ni    | 4 3   | 13     |
| 12  | Elek István       | 5 3      | Ki   | Ki       | Ki   |       |       | 11     |
| 13  | Trencsényi József | 10       | 11   | 9        |      | 9     |       | 5      |
| 14  | Rongits Attila    | 7        | 14   | 12       |      | Ki    | 13    | 4      |
| 15  | Bujdos Miklós     | 22       | Ki   | 8        |      |       |       | 3      |
| 16  | Hideg Krisztián   |          | 9    | Ki       |      | 15    |       | 2      |
| 17  | Matók Ádám        | 19       | 30   | 18       |      | 10    | 18    | 1      |
| 18  | Claudiu David     |          | 10   |          |      |       |       | 1      |
| 19  | Szíjj Zsolt       |          | 16   |          |      |       | 10    | 1      |
| Poz | Versenyző         | BÜKFÜRDŐ | PÉCS | VESZPRÉM | ARAD | KASSA | KOMLÓ | Pontok |

| Szín   | Eredmény                                          |
| ------ | ------------------------------------------------- |
| Arany  | Győztes                                           |
| Ezüst  | 2. helyezett                                      |
| Bronz  | 3. helyezett                                      |
| Zöld   | Pontot szerzett                                   |
| Kék    | Pont nélkül vagy helyezetlenül ért célba (NC, HN) |
| Lila   | Nem ért célba (Ret, Ki)                           |
| Fekete | Diszkvalifikálták (DSQ)                           |
| Fehér  | Nem indult (Ni)                                   |
| Üres   | Nem gyakorolt (DNP)                               |
| Üres   | Beteg vagy sérült volt (Inj)                      |
| Üres   | Kizárt (EX)                                       |
| Üres   | Nem érkezett meg (DNA)                            |

#### További bajnokok
| Kategória      | Versenyző        | Navigátor                    | Egyesület                  | Autó                     | Pont |
| -------------- | ---------------- | ---------------------------- | -------------------------- | ------------------------ | ---- |
| S csoport      | Budavári Zoltán  | Németh Gergely               | Jung Speed Kft.            | Mitsubishi Lancer EVO IX | 50   |
| 2. géposztály  | Kazár Miklós     | Ferencz Ramón                | Maximmum Racing Team       | Mitsubishi Lancer EVO IX | 52   |
| 3. géposztály  | Matics Mihály    | Viczena Pál                  | Fogi Com Kft.              | Mitsubishi Lancer EVO IX | 55   |
| 5. géposztály  | Ollé Sasa        | Budai Annamária              | Aquis-Suzutreff Sport Kft. | Suzuki Swift S1600       | 38   |
| 6. géposztály  | Hoffer Zsolt     | Csurja János                 | Budapesti Rendészeti SE    | Skoda Fabia R2           | 24   |
| 8. géposztály  | Matók Ádám       | Szabó K. Tián                | Tobak Team Hungary Kft.    | Honda Civic Type-R       | 49   |
| 9. géposztály  | Kopasz Krisztián | Szeles Péter és Varga Sándor | Jung Speed Kft.            | Honda Civic              | 15   |
| 12. géposztály | Budavári Zoltán  | Németh Gergely               | Jung Speed Kft.            | Mitsubishi Lancer EVO IX | 48   |
| 13. géposztály | Nyitrai Béla     | Leitgéb Judit                | Feke-Team Motorsport Kft.  | Peugeot 306 S16          | 4    |
| 14. géposztály | Veréb Zoltán     | Eigel Attila és Papp Tamás   | Főtaxi                     | Lada VFTS                | 27   |